# Anisotacrus xanthostigma
Anisotacrus xanthostigma är en stekelart som först beskrevs av Johann Ludwig Christian Gravenhorst 1829.  Anisotacrus xanthostigma ingår i släktet Anisotacrus och familjen brokparasitsteklar. Arten är reproducerande i Sverige. Utöver nominatformen finns också underarten A. x. caucasitor.